# Фёдоров, Владимир Дмитриевич (хирург)
Влади́мир Дми́триевич Фёдоров (21 марта 1933, Москва — 17 сентября 2010, там же) — советский и российский хирург, доктор медицинских наук, профессор, академик АМН СССР (1986), директор Института хирургии им. А. В. Вишневского РАМН (1988—2010).

## Биография
Родился в семье Дмитрия Ивановича (1908—1948) и Нины Владимировны (1910—1998) Фёдоровых. В 1956 году окончил 2-й Московский медицинский институт имени Н. И. Пирогова. Ученик и последователь выдающегося хирурга, Героя Социалистического труда, профессора В. С. Маята. Продолжил своё обучение, а затем — деятельность на кафедре госпитальной хирургии 2-го Московского государственного медицинского института:
- 1956—1958 — ординатор,
- 1958—1960 — аспирант,
- 1960—1966 — ассистент,
- 1966—1971 — доцент.

Впервые в СССР выполнил 5 эмболэктомий в бассейне верхней брыжеечной артерии. В 1963 году защитил кандидатскую диссертацию «Изменения давления в полостях сердца и крупных сосудах во время митральной комиссуротомии». С 1966 г. занят преимущественно проблемами общей хирургии, в частности перитонитом.
В 1971 г. защитил докторскую диссертацию «Комплексное лечение перитонита», а в 1974 г. опубликовал монографию «Лечение перитонита». За эту работу был удостоен премии им. Н. И. Пирогова Академии медицинских наук СССР.
В 1972—1988 гг. — директор Научно-исследовательской лаборатории проктологии с клиникой Минздрава РСФСР (впоследствии — НИИ колопроктологии). На этом посту им были внедрены новейшие методы хирургического лечения многих сложнейших колопроктологических заболеваний — такие, как реконструктивно-восстановительные вмешательства на толстой кишке, комбинированные и сочетанные операции при колоректальном раке, произведена единственная в СНГ гемикорпорэктомия по поводу обширного рецидива рака прямой кишки (1987 г.), сохранившая больному жизнь до настоящего времени. Под руководством В. Д. Федорова была создана специальная система реабилитации больных раком прямой кишки, включающая сфинктеросохраняющие операции, реконструктивные вмешательства с формированием запирающих устройств, различные виды пластики сфинктера.
С 1974 г. — заместитель главного хирурга 4-го Четвёртого главного управления при Минздраве СССР, ныне — Медицинского центра Управления делами Президента Российской Федерации.
В 1976 г. по инициативе ученого была создана первая в СССР кафедра колопроктологии Центрального института усовершенствования врачей, которую он возглавлял на протяжении 13 лет.
С 1988 г. — директор Института хирургии им. А. В. Вишневского РАМН:
- Идеолог и инициатор внедрения в клиническую практику одномоментных сочетанных операций при поражении у пациента нескольких органов. Эти сложнейшие вмешательства позволили совершить качественный прорыв в хирургии, значительно расширить её возможности.
- Один из первых оценил необходимость внедрения современных технологий в медицину[4]. Более двадцати пяти лет руководил разработкой эндоскопических диагностических и лечебных методик в различных областях хирургии. При его активном участии возникла Российская ассоциация эндоскопической хирургии. Под руководством создана оригинальная система использования данных спиральной компьютерной томографии для диагностики различных заболеваний и моделирования предстоящей операции.
- На протяжении многих лет проводил фундаментальные исследования роли серотонина в организме[5][6][7]. В результате применения разработанной теории тканевой гипоксии и шока появились уникальные методы лечения критических состояний, ишемических поражений различной локализации, нарушений сократительной активности внутренних органов.

Могила В. Д. Фёдорова на Новодевичьем кладбище Москвы

В 1990 году был избран заведующим кафедрой хирургии факультета послевузовского профессионального образования Московской медицинской академии имени И. М. Сеченова.
Член многих международных хирургических обществ, президент Российского медицинского общества (2005 г.), член Президиума РАМН. Несколько лет работал на посту главного хирурга Минздрава РФ, возглавлял Ассоциацию хирургов имени Н. И. Пирогова (1992—1994).
Иностранный член Белорусской академии медицинских наук (2000) и почётный член Академии наук Молдовы (2003), почетный профессор РНЦХ РАМН и Башкирской медицинской академии, почетный член Московского хирургического общества, ассоциаций эндоскопических хирургов, гепатопанкреатобиллиарных хирургов, колопроктологов (1994), научных хирургических обществ Узбекистана, Казахстана, Саратовской области. Являлся главным национальным представителем в Международном обществе хирургов (1990), национальным представителем в Международном обществе университетских хирургов-колопроктологов, членом редколлегии журнала «Surgical Laparoscopy and Endoscopy» и одного из старейших и известнейших в мире журналов «British Journal of Surgery».
Внезапно скончался в аэропорту Домодедово 17 сентября 2010 года. Похоронен на Новодевичьем кладбище (4 уч.) рядом с супругой.

### Семья
- Жена — Маина Владимировна Фёдорова (1932—2008), акушер-гинеколог, заслуженный деятель науки РСФСР.
- Сын — Андрей Владимирович Фёдоров (род. 1956)
- Дочь — Екатерина Владимировна Лихобабина (род. 1963)

## Научные труды
Профессор Фёдоров автор более 500 научных работ, в том числе 20 монографий:
- «Лечение перитонита» (1974),
- «Эндоскопия при заболеваниях прямой и ободочной кишки» (1978),
- «Рак прямой кишки» (1979),
- «Воспалительные заболевания толстой кишки» (1982),
- «Каудальные тератомы у взрослых больных» (1984),
- «Проктология» (1984),
- «Диффузный полипоз толстой кишки» (1985),
- «Мегаколон у взрослых» (1986),
- «Хирургическая панкреатология» (1999),
- «Спиральная компьютерная томография в хирургической гепатологии» (2002),
- «Жизнь хирурга» (2002),[11]
- «Виртуальная хирургия» (2002).

Четыре монографии удостоены именных премий Академии медицинских наук.

## Награды и звания
- Орден «За заслуги перед Отечеством» ΙΙ степени (6 мая 2008 года) — за выдающийся вклад в развитие отечественного здравоохранения и медицинской науки[12]
- Орден «За заслуги перед Отечеством» ΙΙΙ степени (9 июня 2003 года) — за большой вклад в развитие здравоохранения и многолетнюю добросовестную работу[13]
- Орден Дружбы народов (15 января 1993 года) — за большой личный вклад в развитие отечественной хирургии и подготовку высококвалифицированных специалистов для народного здравоохранения[14]
- Орден Ленина (21 марта 1983 года) — за большие заслуги в развитии медицинской науки, подготовке научных кадров и в связи с пятидесятилетием со дня рождения[15]
- Два ордена Трудового Красного Знамени (1976, 1978)
- Медаль «В память 850-летия Москвы» (1997 год)
- Почётное звание «Заслуженный деятель науки Российской Федерации» (16 апреля 1997 года)— за заслуги в научной деятельности [16]
- Государственная премия СССР 1985  года в области науки и техники (31 октября 1985 года) — за разработку и внедрение в клиническую практику новых методов проведения операций с использованием магнитомеханических систем при заболеваниях желудочно-кишечного тракта и деформациях грудной клетки[17]
- Государственная премия РСФСР (1991 год) — за успешное завершение работы по хирургическому лечению врожденных заболеваний толстой кишки у взрослых
- Премия Правительства Российской Федерации 2002 года в области науки и техники (18 февраля 2003 года) — за разработку и внедрение в клиническую практику новых технологий диагностики и лечения хирургических гнойно-септических заболеваний и осложнений[18]
- Национальная премия «Россиянин года» в номинации «Здоровье нации» (2005 год) — за выдающиеся достижения в развитии здравоохранения, в организации медицинской науки[19]
- Национальная премия «Призвание» в номинации «За проведение уникальной операции, спасшей жизнь человека» (2005 год) — за спасение пациента с множественным поражением внутренних органов и проведение серии операций в течение 2 лет.[20]

 Поощрения Президента и Правительства Российской Федерации 
- Благодарность Президента Российской Федерации (14 декабря 2009 года) — за высокий профессионализм в организации и оказании лечебно-профилактической помощи[21]